# Premier League Malti 1990-1991
L'edizione 1990-1991 della Premier League maltese è stata la settantaseiesima edizione della massima serie del campionato maltese di calcio. Il titolo è stato vinto dagli Ħamrun Spartans.

## Classifica
|   | Classifica       | G  | V  | N | P | GF | GS | Dif | Pt |
| - | ---------------- | -- | -- | - | - | -- | -- | --- | -- |
| 1 | Ħamrun Spartans  | 16 | 10 | 4 | 2 | 31 | 18 | +13 | 24 |
| 2 | Valletta         | 16 | 8  | 3 | 5 | 28 | 17 | +11 | 19 |
| 3 | Floriana         | 16 | 6  | 6 | 4 | 15 | 11 | +4  | 18 |
| 4 | Hibernians       | 16 | 5  | 7 | 4 | 18 | 15 | +3  | 17 |
| 5 | Sliema Wanderers | 16 | 4  | 7 | 5 | 24 | 20 | +4  | 15 |
| 6 | Rabat Ajax       | 16 | 4  | 6 | 6 | 18 | 19 | -1  | 14 |
| 7 | Żurrieq          | 16 | 4  | 6 | 6 | 12 | 19 | -7  | 14 |
| 8 | Birkirkara       | 16 | 3  | 7 | 6 | 13 | 22 | -9  | 13 |
| 9 | Naxxar Lions     | 16 | 3  | 4 | 9 | 11 | 29 | -18 | 10 |

## Verdetti finali
- Ħamrun Spartans Campione di Malta 1990-1991
- Naxxar Lions retrocessa.